# George Garcelon
George Leonard Garcelon Witting (Santiago, 4 de julio de 1951-ibidem, 28 de octubre de 2012) fue un ingeniero, empresario y consultor  chileno-estadounidense, primer gerente general de Blanco y Negro, sociedad dueña de los derechos para explotar el 100 % de los activos del Club Social y Deportivo Colo Colo, uno de los más populares del país.
Se formó en The Grange School, de Santiago, y como ingeniero civil químico en la Universidad de Pensilvania, en los Estados Unidos, desde donde egresó en 1972. Entre ese año y 1975 cursó un Maestría en Administración de Negocios (MBA) en la Universidad de Chicago, especializándose en finanzas y negocios internacionales.
En Estados Unidos trabajó en las divisiones internacionales de los laboratorios Abbott y W.R. Grace. De vuelta en Chile fue contratado como director de estudios del grupo Edwards, pasando más tarde a Derco, de la familia Del Río, jugando un rol activo en la compra de la cooperativa Sodimac y la puesta en marcha del proyecto Homecenter, del que fue gerente comercial.
A raíz de la grave crisis económica local regresó a los Estados Unidos, donde puso en marcha una consultora. En 1992 retornó a su país para fundar la filial chilena de Telepizza, así como la consultora United Business Services (UBS). En 1996 asesoró a la multinacional Hoyts Cinemas de Australia en su ingreso a Chile, emprendimiento Cine Hoyts del que terminó siendo ejecutivo y socio minoritario.
En 2005 se convirtió en ejecutivo principal de Blanco y Negro, tocándole conducir la salida a bolsa de la firma, operación que consiguió levantar US$ 26 millones y sanear las finanzas del club. Abandonó dicha responsabilidad tras el mal momento deportivo por el que atravesó Colo-Colo en su primera campaña después de convertirse en Sociedad Anónima.
Entre 2008 y 2011 fue gerente general de Monticello Grand Casino.
Falleció a la edad de 61 años.